# Kanterkaas
Kanterkaas is een nagelkaas uit Friesland. Hij wordt gemaakt van ondermelk van koemelk, met voor de smaak een toevoeging van kruidnagel of komijn. De kaas heeft een beschermde oorsprongsbenaming.
De kaas is stevig, platrond en heeft scherpe kanten aan de zijkant en wordt daarom kanterkaas genoemd. 

## Geschiedenis
Magere ondermelk was in Friesland ruimschoots voorhanden als restproduct van de roomboterbereiding. Gedurende het afroomproces ten behoeve van de boterproductie verzuurde de melk. Om de kaas van deze magere melk smaak en kleur te geven, werd in Friesland vroeger vaak sap gebruikt van bepaalde groene planten, bijvoorbeeld van peterselie waardoor de kaas een groene kleur had. 
In de tijd van de VOC werd overgeschakeld naar kruidnagel en komijn wat aan de arme kaas een pittige smaak gaf. De kaas was door  de conserverende samenstelling beter geschikt om mee te nemen op lange scheepsreizen dan de vollere Hollandse kazen.
Kanterkaas verloor aan populariteit toen na enkele kwaliteitsschandalen en door concurrentie vanuit Denemarken de boterproductie terugliep.

## Sjibbolet
De kaassoort was vroeger populair onder de bevolking en komt voor in het Friese sjibbolet dat door Grote Pier werd gebruikt 'Bûter, brea en griene tsiis, wa't dat net sizze kin is gjin oprjochte Fries' ('Boter, brood en groene kaas, wie dat niet kan uitspreken is geen oprechte Fries').